# Хидроелектрана у Парежу
Хидроелектрана у Парежу или Хидро електрична централа Министарства саобраћаја у Краљевни Југославији (како се централа у Парежу по пословној документацији званично звала), за коју данас врло мало ко зна у Босни и Херцеговини и ентитету Република Српска. Био је то један од првенаца у електрификацији Херцеговине, који не смао да је омогућавао нормално функционисање саобраћаја на железничкој прузи Требиње—Билећа—Никшић већ је електричном енергијом снбдевао градске зоне Билећа и Требиња.
Објекат данас не постоји јер је због виших интереса ХЕ престаје са радом  11. новембра 1967. године када се над небом долине Требишњице већ надвијао „велики потоп” будућег Билећког језера.

## Положај
Електана се налази(ла), у некада по причању мештана некад прелепом Зарјечју, 15 километара узводно од Требиња на десној обали Требишњице преко које се пружао мост којим је била повезана са другом обалом реке, на којој је некад била железничка станица Пареж, на прузи Требиње—Билећа, која је водила из Билеће ка Никшићу и даље.

## Намена
Електрана је првобитно била намењена за потребе ондашњих Југословенског железница и електричном енергијом је снабдевала, првенствено, пумпна постројења за напајање водом парних локомотива у Требињу, Билећи и Петровићима (на железничкој прузи Требиње—Билећа—Никшић). У овом дилу Краљевине Југославије (тада Зетска Бановина)  снадбевање водом било је значајно за тадашњу технологију (парне вуче), примењену у железничком саобраћају.
Из овог првог електроенергетског извора, чији капацитет су били довољни за тадашњу социјално-економску развијеност требињског крша, снадбдеване су једино градске зоне Билеће и Требиња, и мештани села Дубочани, међу којима је било доста запослени у градњи овог објекта, који су сопственим снагама развукли мрежу од електране до својих кућа у селу Дубочани.
У каснијем послератном периоду након завршетка Дргог светског рата, електана са својом инсталисаном снагом, и неисцрпном Требишњицом, омогућавала је и знатне резерве, а енергија је преношена до Билеће и Требиња далеководима напона 6 kV

## Историјат
Саграђена је 1938. године од стране Југословенске железнице, са инсталисаном снагом од 2 x 225 kVA, 400 V, и трансформацијом 0,4/15 kV. Електроопрему је испоручила  фирма „Елин“  из Аустрије  хидромеханичку опрему фирме „Андриц“ из Граца.
Електрана је првобитно  била намењена за снабдјевање електричном енергијом, пре свега, пумпних постројења за напајање водом парних локомотива у Требињу, Билећи и Петровићима (на железничкој прузи Требиње-Билећа-Никшић), а вишком градска насеља Билеће и Требиње.
Том приликом је обновљено и некадашње постројење за водоснабдијевање на врелу Требишњице у Билећи, које је саградила Аустроугарска монархија у 19. веку и када је у саставу истог пројекта, после Првог светског рата тадашња Kраљевина Југославија изградила и пругу и железничку станицу у Парежу (као и мост преко рекеке Требишњице).
Централа је радила до 1941. године, као првенац у електрификацији Билеће, Требиња, и шире када је у првој години Другог светског рата на ови просторима, престала са радом 6. новембра 1941. јер је онеспособљена и делимично оштећена. О овом догађају У извештају официра Независне Државе Хрватске В. Kуресића од 9. новембра 1941. године, стоји: 
| „ | Хидроелектрану су напали партизани Граховско-бањанског одреда и одреда Л. Вукаловић, дана 6. новембра, након што су претходно напали воз око 11 сати, истог дана. | ” |

По завршетку Дргог светског рата почев од 1945. централа је неколико пута обнављана, што сопственом, што иностраном помоћи. Након што је Управа Уједињених нација за помоћ и обнову обезбедила трансформатор 15(10)/0,4 kV, 400 kVA производње чувеног „Вестингхауса“, струјом је напајан нови 15 kV далековод који је почетком 1947. испоручивао електричну енергију у Требиње. Обновом хидроелектране, железничка станица Пареж је поново прикључена на мрежу.
Следеће године у погон је ушао и други генератор. 
| „ | Међутим све су то биле године које нису ничим одавале поуздан рад електране а да се не говори о стабилном напајању електричном енергијом у овом региону. | ” |

Централа је радила пуним капацитетом све док 1955. године када јер полако почела да губи значај, јер су на помолу електопривреде СФР Југославије били нови планови у обнови тадашње младе земље. Са новим идејама од 1955. у централи полако започиње реализација нових пројекта и коначно она престаје са радом  11. новембра 1967. године јер се над овим објектом надвио „велики потоп” будућег Билећког језера. И тако је 1968. године ХЕ завршила на дну Билећког језер.